# Claudio Reyes
Claudio Reyes (Longaví, 5 de maio de 1960 – Santiago, 13 de julho de 2024) foi um ator, cantor, comediante e diretor de televisão chileno.

## Filmografia
- La represa (1984) como Johnny Cereceda.
- La torre 10 (1984) como Luchito Oyarce.
- Marta a las Ocho (1985) como Nelson.
- La villa (1986) como Porky Lopez.
- Mi nombre es Lara (1987) como Alfredo.
- Las dos caras del amor (1988) como Javier / Daslav Merovic.
- Bellas y audaces (1988) como Marcelo Bruni.
- a la sombra del angel (1989) como Julián Torreblanca.
- El milagro de vivir (1990) como Lalo.
- Rojo y miel (1994) como Bruno.
- Piel Canela (2001) como Moncho Cardenas.